# تام بارتون (قایقران قایق بادبانی)
تام بارتون (انگلیسی: Tom Burton؛ زادهٔ ۲۷ ژوئن ۱۹۹۰) قایقران قایق بادبانی اهل استرالیا است.
از فیلم‌ها یا برنامه‌های تلویزیونی که وی در آن نقش داشته‌است می‌توان به روزهای بهشتی اشاره کرد.